# رضایت (حقوق)

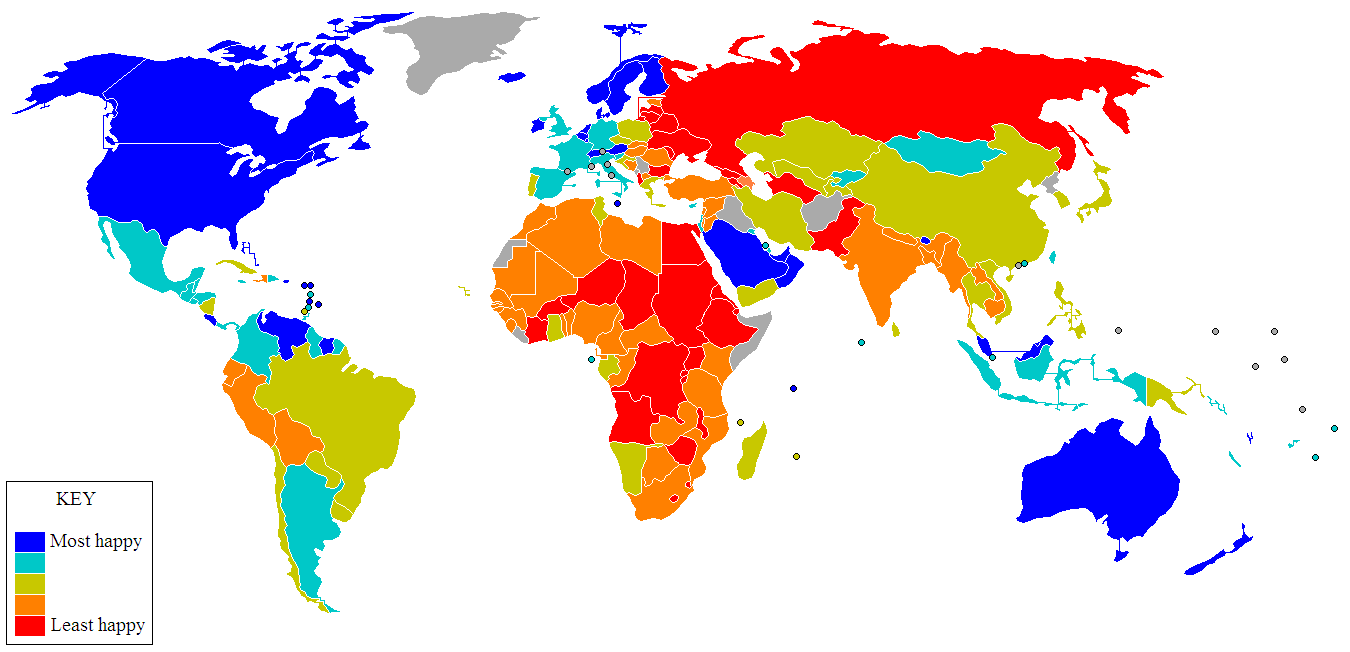
کشورها بر پایه شاخص رضایت از زندگی (آمار سال ۲۰۰۶ میلادی)
رضایت بسیار زیاد
رضایت زیاد
رضایت معمولی
وضعیت دشوار
وضعیت اسفناک
کلاسبندی نشده / بدون داده

رضایت (در حقوق عرفی و کامن لا: Consent) زمانی اتفاق می‌افتد که یک نفر داوطلبانه با پیشنهاد یا خواسته‌های دیگری موافقت کند. این اصطلاح در گفتار رایج است و در زمینه‌هایی مانند حقوق، پزشکی، تحقیقات دانشگاهی و روابط جنسی با تعاریف مشخصی استفاده می‌شود. رضایت همان‌طور که در زمینه‌های خاص درک می‌شود، ممکن است با معنای روزمره آن متفاوت باشد. به عنوان مثال، فردی که دارای یک اختلال روانی، سن ذهنی پایین یا زیر سن قانونی رضایت جنسی است، ممکن است به میل خود دست به یک عمل جنسی بزند که هنوز آستانه قانونی برای رضایت تعریف‌شده توسط قانون قابل اجرا را ندارد.
آژانس‌ها و سازمان‌های سازمان ملل متحد در برنامه‌های آموزش جنسی معتقدند که آموزش موضوع رضایت به عنوان بخشی از آموزش جامع جنسی مفید است. انواع رضایت شامل رضایت ضمنی، رضایت صریح، رضایت آگاهانه و رضایت متفق القول است.